# Euphorbia beharensis
Euphorbia beharensis es una especie fanerógama perteneciente a la familia Euphorbiaceae. 

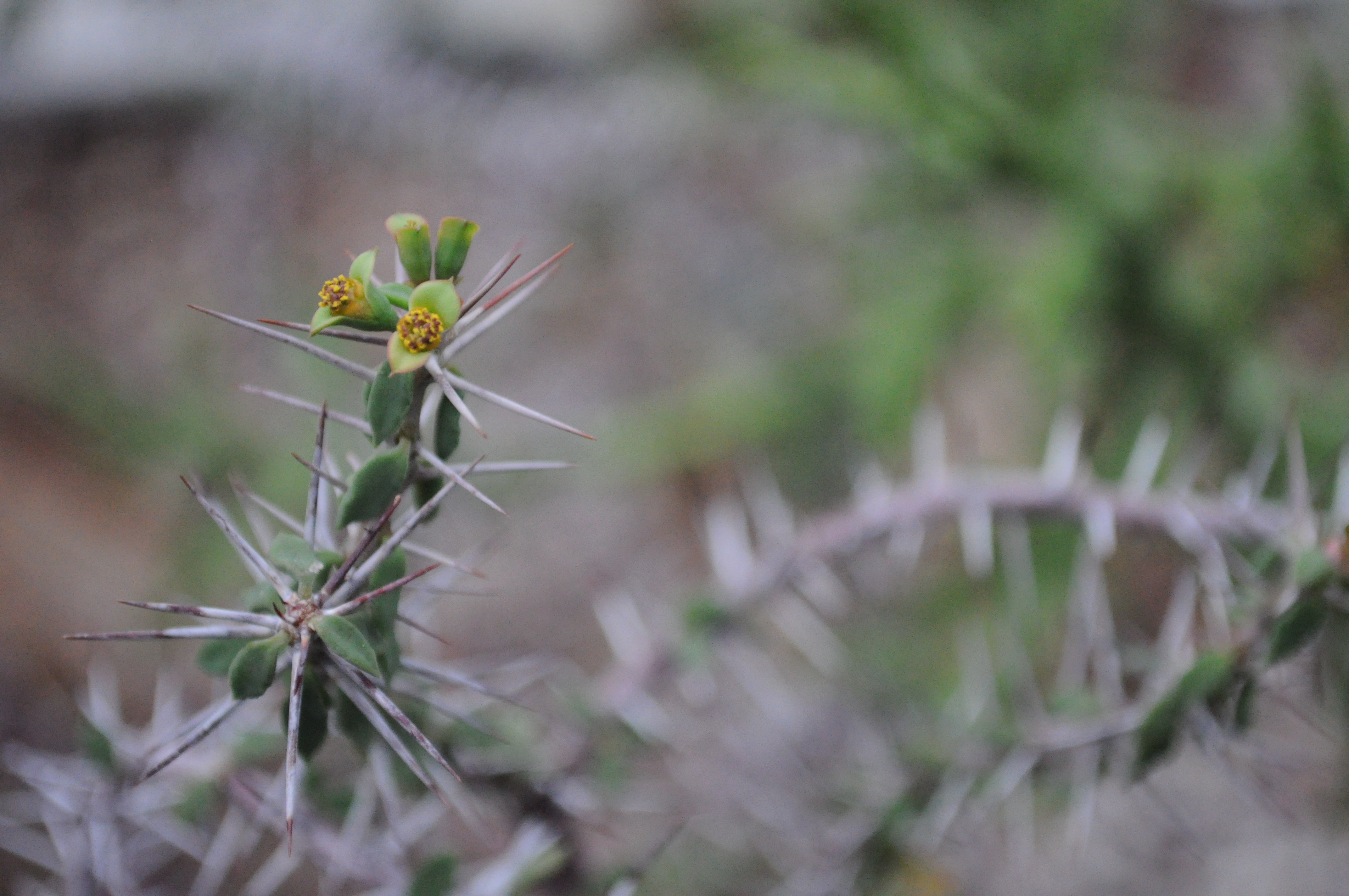
Detalle del ciatio

## Hábitat y distribución
Es endémica de Madagascar en la Provincia de Toliara. Su hábitat son los bosques y matorrales secos tropicales y subtropicales. Está tratada en peligro de extinción por pérdida de hábitat. 

## Taxonomía
Euphorbia beharensis fue descrita por Jacques Désiré Leandri y publicado en Notulae Systematicae. Herbier du Museum de Paris 12: 164. 1946.
Etimología
Euphorbia: nombre genérico que deriva del médico griego del rey Juba II de Mauritania (52 a 50 a. C. - 23), Euphorbus, en su honor – o en alusión a su gran vientre –  ya que usaba médicamente Euphorbia resinifera. En 1753 Carlos Linneo asignó el nombre a todo el género.
beharensis: epíteto geográfico que alude a su localización en Behara de Madagascar.
Variedades
- Euphorbia beharensis var. adpressifolia Rauh
- Euphorbia beharensis var. beharensis
- Euphorbia beharensis var. guillemetii (Ursch & Leandri) Rauh
- Euphorbia beharensis var. squarrosa Rauh
- Euphorbia beharensis var. truncata Rauh[4]

Sinonimia
- Euphorbia guillemetii Ursch & Leandri

## Fuente
- Haevermans, T. 2004.  Euphorbia beharensis.   2006 IUCN Red List of Threatened Species.   Bajado el 21-08-07.
- Buddensiek, V. 1998. Sukkulente Euphorbien. 1–176.
- Leandri, J. 1946. Contribution a l'etude des Euphorbiacees de Madagascar, X. Euphorbes du groupe Diacanthium. Notul. Syst. (Paris) 12: 156–170.
- Rauh, W. 1999. Weitere neue und wenig bekannte Euphorbien aus Madagaskar. Trop. Subtrop. Pflanzenwelt 100: 1–35.
- Ursch, E. & J. Leandri. 1954. Les euphorbes malgaches epineuses et charnues du Jardin Botanique de Tsimbazaza. Mém. Inst. Sci. Madagascar, Sér. B, Biol. Vég. 5: 109–185.